# Xabaks
Els xabaks són una minoria etnoreligiosa que viu al nord de l'Iraq, a la governació de Nínive, als pobles d'Ali Rash, Khazna, Yangija i Tallara, fora del territori reconegut al Govern Regional del Kurdistan però sota administració kurda de facto des del 2003. El seu nombre s'estimava en 15.000 persones vers 1975 però avui dia serien més de 60.000. Els xabaks estan constituïts per tres grups: els bajalan, els zengana (dos confederacions tribals kurdes amb importants comunitats xabaks) i els xabaks pròpiament.

## Costums
El nom xabak deriva tradicionalment de la paraula àrab "xabak" que vol dir "entrellaçat". Els xabaks foren reconeguts com a ètnia separada el 1952, però a la pràctica eren considerats més com una classe social inferior. Llur religió és una barreja d'elements musulmans i cristians. Hi ha moltes semblances amb el yazidisme i els xabaks pelegrinen als santuaris yazidites. Tenen un llibre sagrat anomenat el Buyruk, escrit en turcman iraquià col·loquial. Combinen elements del sufisme amb la seva pròpia interpretació de la realitat divina, que consideren més avançada que la xaria islàmica. Els seus caps espirituals són anomenats pir, individus experts en les pràctiques religioses i rituals de la secta; els pirs són dirigits per un Baba o cap suprem; els pirs són mediadors entre la divinitat i els xabaks individuals. Poden consumir alcohol i tenen establerta la confessió pública i privada.

## Història
La religió dels xabaks és independent. Emparentada però diferent de l'islam ortodox i del cristianisme; es diu que són descendents dels kizilbaixis de l'exèrcit del safàvida Ismail I, però el seu origen és discutit: es diu que no poden ser kurds perquè parlen una llengua diferent (una barreja de kurd, persa, àrab i turc, però amb el turc com a dominant) i el seu llibre sagrat (el Buyruk o Kitab al-Managib, 'Llibre dels Actes Exemplars') està escrit en turcman, i religiosament tenen afinitats amb els sufís bektaixis i alevis de Turquia; però el seu llenguatge de fet és derivat del gorani o hawrami i no hi cap prova de contactes religiosos amb els bektaixis i alevis. No sé sap quan van emergir com a grup ètnic diferenciat i fins i tot si són diferents dels bajalans o bajwans de la vall de Khosar que parlen una llengua més o menys diferent i que podrien ser (en aquest cas si) descendents de partidaris d'Hajji Bektash; però els xabaks diuen que ells s'anomenen així i que bajwans o bajalans és el nom que els donen els àrabs de la rodalia; els esyudis del dialecte bajalan indicarien que és una variant del xabaki; se suposa que serien només un subgrup dels xabaks.
En les reformes agràries de 1958 i 1963 els xabaks van aconseguir terres i alguns, trencant amb la seva tradició, van entrar a les Forces Armades. En la campanya d'arabització del 1975-1977 molts xabaks foren reubicats lluny de les seves llars tradicionals i només alguns van donar suport al govern baasista, mentre que la majoria va haver de fugir durant la campanya anomenada al-Anfal (les massacres de kurds amb armament químic) de 1988 i la crisi dels refugiats de 1991. Els més afectats foren els xabaks dels subgrups dels bajalan, zengana i hawrami. La seva religió fou també perseguida. El govern baasista els informava que eren àrabs i no kurds (però eren àrabs de segona, ja que eren deportats com els kurds).
A la caiguda de Saddam Hussein els xabaks es van organitzar, primer en la Coalició Democràtica Xabak, posteriorment en l'Assemblea Democràtica xabak, que reclama una representació separada pels xabaks fora del Kurdistan, que va incorporar de facto els seus pobles el 2003, i els va considerar kurds de religió xabak. Milicians kurds van disparar sobre una manifestació de xabaks el 2005 i en van ferir alguns. Però els majors enemics dels xabaks són els àrabs sunnites; entre 2003 i 2009 un miler de xabaks foren assassinats per militants sunnites, i a Mossul uns 4000 xabaks foren expulsats de les seves llars. Representants xabaks de l'Assemblea Democràctica xabak foren escollits als municipis de Bakhdida, Bartella, Basheqa, Tel Keppe i Nimrod, totes de majoria assíria, a la governació de Niniveh.